# Serie A 2013-2014 (rugby a 15 femminile)
La Serie A 2013-14 fu il 23º campionato di rugby a 15 femminile di prima divisione organizzato dalla Federazione Italiana Rugby e il 30º assoluto.
Si tenne dal 6 ottobre 2013 al 25 maggio 2014 tra 15 squadre e fu vinto, per la prima volta, dal Monza, che batté in finale il Riviera del Brenta.
Si trattò della prima volta in cui uno scudetto femminile fu assegnato a una società non veneta.
Altra singolarità statistica, per la prima volta nella storia del torneo le Red Panthers di Treviso non disputarono i play-off.
Dai 12 club iscritti al precedente campionato si passò a 15, ripartiti su due gironi paritari geografici, anche se in corso di stagione due società, la lombarda Gerundi nel girone 1 e la marchigiana Pesaro nel girone 2, si ritirarono dal campionato.
Tutte le partite giocate contro tali due squadre furono espunte dal calendario e la classifica finale non tenne, quindi, conto degli incontri disputati da e contro di esse.

## Formula
La stagione regolare si tenne a gironi, i cui incontri si tennero tutti di domenica pomeriggio con inizio alle ore 14:30.
Le squadre classificatesi al 1º posto di ciascun girone ebbero accesso diretto alla semifinale, mentre invece la seconda di ogni girone avrebbe dovuto spareggiare contro la terza dell'altro girone in un barrage di andata e ritorno.
La finale, in gara unica, si tenne a Mantova.

## Squadre partecipanti

### Girone 1
- Casale (Casale sul Sile)
- Gerundi (Merlino)
- CUS Torino
- Monza
- Red Panthers (Treviso)
- Riviera del Brenta (Mira)
- Valsugana (Padova)

### Girone 2
- Benevento
- Colorno
- CUS Ferrara
- Felsina S. Donato (Bologna)
- L’Aquila
- Pesaro
- Red & Blu (Roma)
- Umbria Ragazze (Perugia)

## Stagione regolare

### Girone 1
| 6-10-2013 | 1ª/8ª giornata         | 15-12-2013 |
| --------- | ---------------------- | ---------- |
| 20-0      | Riviera — Gerundi      | n/d        |
| 3-36      | Casale — Red Panthers  | 5-39       |
| 0-20      | CUS Torino — Valsugana | 0-63       |
| Rip.      | Monza                  |            |
|           |                        |            |
| 3-11-2013 | 4ª/11ª giornata        | 26-1-2014  |
| 13-14     | Red Panthers — Monza   | 24-26      |
| 73-0      | Riviera — Casale       | 32-8       |
| 0-169     | Gerundi — Valsugana    | n/d        |
| Rip.      | CUS Torino             |            |
|           |                        |            |
| 1-12-2013 | 7ª/14ª giornata        | 6-4-2014   |
| 26-15     | Valsugana — Monza      | 0-60       |
| 12-29     | Red Panthers — Riviera | 10-22      |
| 0-25      | CUS Torino — Casale    | 0-51       |
| Rip.      | Gerundi                |            |

| 13-10-2013 | 2ª/9ª giornata            | 22-12-2013 |
| ---------- | ------------------------- | ---------- |
| 0-191      | Gerundi — Monza           | n/d        |
| 17-15      | Valsugana — Casale        | 25-12      |
| 95-0       | Red Panthers — CUS Torino | 76-5       |
| Rip.       | Riviera                   |            |
|            |                           |            |
| 10-11-2013 | 5ª/12ª giornata           | 23-3-2014  |
| 45-6       | Monza — Casale            | 36-0       |
| 0-89       | CUS Torino — Riviera      | 0-67       |
| 140-0      | Red Panthers — Gerundi    | n/d        |
| Rip.       | Valsugana                 |            |

| 20-10-2013 | 3ª/10ª giornata          | 12-1-2014 |
| ---------- | ------------------------ | --------- |
| 15-33      | Monza — Riviera          | 5-23      |
| 75-10      | CUS Torino — Gerundi     | n/d       |
| 17-7       | Valsugana — Red Panthers | 7-8       |
| Rip.       | Casale                   |           |
|            |                          |           |
| 17-11-2013 | 6ª/13ª giornata          | 30-3-2014 |
| 95-0       | Monza — CUS Torino       | 42-0      |
| 36-3       | Riviera — Valsugana      | 23-3      |
| 20-0       | Casale — Gerundi         | n/d       |
| Rip.       | Red Panthers             |           |

#### Classifica girone 1
| Pos | Squadra      | G  | V  | N | P  | PF  | PS  | DP   | BMP | Pt |
| --- | ------------ | -- | -- | - | -- | --- | --- | ---- | --- | -- |
| 1   | Riviera      | 10 | 10 | 0 | 0  | 427 | 59  | +368 | 3   | 43 |
| 2   | Monza        | 10 | 7  | 0 | 3  | 390 | 125 | +265 | 5   | 33 |
| 3   | Valsugana    | 10 | 6  | 0 | 4  | 181 | 176 | +5   | 4   | 28 |
| 4   | Red Panthers | 10 | 5  | 0 | 5  | 320 | 128 | +192 | 7   | 27 |
| 5   | Casale       | 10 | 2  | 0 | 8  | 125 | 303 | −178 | 3   | 11 |
| 6   | CUS Torino   | 10 | 0  | 0 | 10 | 5   | 623 | −618 | −8  | −8 |
| 7   | Gerundi      | 0  | 0  | 0 | 0  | 0   | 0   | 0    | 0   | 0  |

### Girone 2
| 6-10-2013 | 1ª/8ª giornata          | 15-12-2013 |
| --------- | ----------------------- | ---------- |
| 5-22      | CUS Ferrara — L'Aquila  | 14-19      |
| 13-12     | Umbria — San Donato     | 23-8       |
| 20-0      | Red & Blu — Pesaro      | 28-5       |
| 68-0      | Colorno — Benevento     | 50-10      |
|           |                         |            |
| 3-11-2013 | 4ª/11ª giornata         | 26-1-2014  |
| 36-0      | Benevento — CUS Ferrara | 43-19      |
| 27-6      | Red & Blu — Umbria      | 3-0        |
| 7-111     | Pesaro — Colorno        | n/d        |
| 21-7      | San Donato — L'Aquila   | 5-67       |
|           |                         |            |
| 1-12-2013 | 7ª/14ª giornata         | 6-4-2014   |
| 0-20      | Pesaro — CUS Ferrara    | n/d        |
| 76-15     | Colorno — Umbria        | 17-12      |
| 0-3       | L'Aquila — Red & Blu    | 27-5       |
| 16-24     | San Donato — Benevento  | 0-46       |

| 13-10-2013 | 2ª/9ª giornata           | 22-12-2013 |
| ---------- | ------------------------ | ---------- |
| 29-15      | San Donato — CUS Ferrara | 25-7       |
| 17-5       | Pesaro — Umbria          | 0-57       |
| 15-24      | Benevento — Red & Blu    | 20-38      |
| 5-55       | L'Aquila — Colorno       | 0-72       |
|            |                          |            |
| 10-11-2013 | 5ª/12ª giornata          | 23-3-2014  |
| 14-15      | CUS Ferrara — Umbria     | 10-34      |
| 29-20      | Colorno — Red & Blu      | 17-8       |
| 13-14      | L'Aquila — Benevento     | 5-19       |
| 14-10      | Pesaro — San Donato      | n/d        |

| 20-10-2013 | 3ª/10ª giornata         | 12-1-2014 |
| ---------- | ----------------------- | --------- |
| 0-32       | CUS Ferrara — Red & Blu | 0-59      |
| 3-15       | Umbria — Benevento      | 15-20     |
| 64-5       | Colorno — San Donato    | 46-0      |
| 17-5       | L'Aquila — Pesaro       | 54-0      |
|            |                         |           |
| 17-11-2013 | 6ª/13ª giornata         | 30-3-2014 |
| 12-26      | CUS Ferrara — Colorno   | 0-71      |
| 13-17      | Umbria — L'Aquila       | 0-5       |
| 37-3       | Red & Blu — San Donato  | 34-5      |
| 20-0       | Benevento — Pesaro      | n/d       |

#### Classifica girone 2
| Pos | Squadra           | G  | V  | N | P  | PF  | PS  | DP   | BMP | Pt |
| --- | ----------------- | -- | -- | - | -- | --- | --- | ---- | --- | -- |
| 1   | Colorno           | 12 | 12 | 0 | 0  | 702 | 94  | +608 | 10  | 58 |
| 2   | Red & Blu         | 12 | 10 | 0 | 2  | 360 | 105 | +255 | 8   | 48 |
| 3   | Benevento         | 12 | 8  | 0 | 4  | 282 | 251 | +31  | 5   | 37 |
| 4   | L’Aquila          | 12 | 5  | 0 | 7  | 236 | 253 | −17  | 4   | 24 |
| 5   | Umbria Ragazze    | 12 | 4  | 0 | 8  | 211 | 102 | +109 | 6   | 22 |
| 6   | Felsina S. Donato | 12 | 3  | 0 | 9  | 139 | 397 | −258 | 3   | 15 |
| 7   | CUS Ferrara       | 12 | 0  | 0 | 12 | 116 | 411 | −295 | 2   | 2  |
| 8   | Pesaro            | 0  | 0  | 0 | 0  | 0   | 0   | 0    | 0   | 0  |

## Fase aplay-off
|  | Barrage   | Barrage   | Barrage | Barrage | Barrage |  |  | Semifinali         | Semifinali         | Semifinali | Semifinali | Semifinali |  |  | Finale             | Finale             | Finale |  |
|  |           |           |         |         |         |  |  |                    |                    |            |            |            |  |  |                    |                    |        |  |
|  | Valsugana | Valsugana | 34      | 10      | 44      |  |  |                    |                    |            |            |            |  |  |                    |                    |        |  |
|  | Red & Blu | Red & Blu | 5       | 15      | 20      |  |  | Valsugana          | Valsugana          | 7          | 5          | 12         |  |  |                    |                    |        |  |
|  |           |           |         |         |         |  |  | Riviera del Brenta | Riviera del Brenta | 38         | 29         | 67         |  |  |                    |                    |        |  |
|  |           |           |         |         |         |  |  |                    |                    |            |            |            |  |  | Riviera del Brenta | Riviera del Brenta | 12     |  |
|  | Benevento | Benevento | 8       | 0       | 8       |  |  |                    |                    | Monza      | Monza      | 29         |  |  |                    |                    |        |  |
|  | Monza     | Monza     | 53      | 128     | 181     |  |  | Monza              | Monza              | 30         | 56         | 86         |  |  |                    |                    |        |  |
|  |           |           |         |         |         |  |  | Colorno            | Colorno            | 0          | 5          | 5          |  |  |                    |                    |        |  |

### Barrage
| Arbitro: | Doranna De Carlini (Milano) |

|                                                              |    |            |
| Vitadello 9’ Zatti 38’ Veronese 41’ Jorba 53’ Ruzza 60’, 74’ | mt | 2’ Bettoni |
| Folli 41’, 53’                                               | tr |            |

| Arbitro: | M.B. Benvenuti (Roma) |

|            |      |                                                                                       |
| Cioffi 80’ | mt   | 2’, 21’ Buongiorno 9’, 65’ Magatti 26’ Bollini 34’ Trilli 39’ Rochas 50’, 74’ Gaudino |
|            | tr   | 9’, 21’, 34’, 65’ Virgili                                                             |
| De Luca 6’ | c.p. |                                                                                       |

| Frascati 4 maggio 2014 Ritorno barrage girone 1 | Red & Blu              | 15 – 10 | Valsugana | Stadio del rugby\| Arbitro: \| F. Paoletti (Frascati) \| |
| Arbitro:                                        | F. Paoletti (Frascati) |         |           |                                                          |

| Arbitro: | Clara Munarini (Parma) |

| |    |  |
| Bollini 2’, 53’, 66’, 74’ Magatti 6’, 22’ Chindamo 10’, 12’ Arrighetti 15’ Buongiorno 17’, 49’ Virgili 20’, 27’, 39’ Gaudino 24’, 43’, 64’, 78’ Rochas 36’ Dell’Oca 80’ | mt |  |
| Virgili 2’, 6’, 15’, 17’, 20’, 22’, 27’, 39’, 43’, 49’, 53’, 64’, 66’, 74’                                                                                              | tr |  |

### Semifinali
| Arbitro: | Doranna De Carlini (Milano) |

|                                                    |      |  |
| Magatti 18’, 39’, 56’ Arrighetti 28’ Cammarano 66’ | mt   |  |
| Virgili 39’                                        | tr   |  |
| Virgili 34’                                        | c.p. |  |

| Arbitro: | Barbara Guastini (Prato) |

|           |    |                                                                         |
|           | mt | 3’ M.C. Nespoli 10’ Veronica Schiavon 19’, 33’, 39’ Vaghi 67’ Ballarini |
| Folli 60’ | tr | 3’, 10’, 19’, 67’ Veronica Schiavon                                     |

| Arbitro: | Barbara Guastini (Prato) |

|            |    |                                                                                                  |
| Bacchi 46’ | mt | 6’, 12’, 18’, 24’ Magatti 30’ Cammarano 51’, 58’ Gaudino 66’ Locatelli 69’ E. Bruno 80’ Dell’Oca |
|            | tr | 12’, 24’, 30’ Virgili                                                                            |

| Arbitro: | Clara Munarini (Parma) |

|                                                   |      |                |
| Valentina Schiavon 15’, 42’ Silvestri 53’ Gai 79’ | mt   | 66’ Vittadello |
| Veronica Schiavon 15’, 42’, 79’                   | tr   |                |
| Veronica Schiavon 5’                              | c.p. |                |

### Finale
| Arbitro: | M.B. Benvenuti (Roma) |

| |              | |
| Veronica Schiavon 35’ Pavan 56’ | mt           | 16’ Rochas 66’ Bollini 77’ Cammarano 40+7’ Locatelli |
| Veronica Schiavon 35’ | tr           | 16’, 66’, 40+7’ Virgili |
| | c.p.         | 71’ Virgili |
| · G. Silvestri · F. Pavan · 72’ Molic · Ballarini · Valentina Schiavon · Veronica Schiavon (c) · 49’ 72’ M. Silvestri · Trevisan · Gai · M.C. Nespoli · Pantarotto · A. Nespoli · 72’ Danieli · Vigato · E. Pavan | Formazioni   | · Virgili · Buongiorno 63’ · Bollini · Rochas · Magatti 78’ · Trilli · Chindamo 63’ · Gaudino (c) · Arrighetti · Calligaro 30’ · Arpano 40’ · Locatelli · Bettolatti · Cammarano · Barazzeta |
| · 49’ De Vecchi · 72’ Zampieri | Sostituzioni | · Rimoldi 40’ · Dall’Oca 63’ · Russo 63’ · Treantani 70’ |
| Luca Faggin | Allenatori   | Alessandro Geddo |

## Verdetti
- Monza: campione d'Italia